# Carrera Panamericana

Il percorso della Carrera Panamericana 1953

La Carrera Panamericana, anche nota come Carrera Messicana o Carrera Mexico, era una corsa internazionale automobilistica su percorso stradale, svoltasi in Messico dal 1950 al 1954. Il tracciato di gara congiungeva idealmente il confine statunitense con quello guatemalteco e si sviluppava per oltre 3.000 km, attraversando l'intero territorio messicano.
Le cinque edizioni disputate bastarono a farne una competizione nota al pari della Mille Miglia o della Targa Florio. La lunghezza e l'estrema pericolosità del percorso, le condizioni proibitive delle strade e la partecipazione agguerrita delle maggiori case automobilistiche del vecchio e del nuovo continente, contribuirono a sollevare un'eco mondiale sulla manifestazione sportiva, molto seguita dal pubblico americano ed europeo.

## La storia
La Carrera Panamericana nacque da un'iniziativa del Governo Messicano, su istanza di alcuni importatori locali di automobili statunitensi, per celebrare la conclusione dei lavori del tratto messicano della strada Panamericana.
Da parte governativa vi era l'interesse ad avviare un traffico turistico dalla ricca frontiera del nord, oltre che rinnovare la collaborazione con le industrie nordamericane, piuttosto in crisi dopo il forte rientro di capitali esteri, avvenuto al termine della seconda guerra mondiale. Da parte delle case costruttrici statunitensi, rappresentava una buona occasione per pubblicizzare i propri prodotti nell'America Latina, culturalmente e tecnologicamente molto legata ai Paesi europei.

La Lancia D25 realizzata per la mai disputata "VI Carrera" del 1955.

L'ideazione e progettazione della gara fu affidata a un gruppo di esperti, capeggiati dall'italiano Attilio Camisa, giornalista sportivo che, prima di trasferirsi in Messico, era stato per vari anni alla Gazzetta dello Sport, quale principale collaboratore di Giovanni Canestrini; tra i fondatori della Mille Miglia. 
Il tracciato scelto era in buona parte costituito dalla ruta panamericana, da cui prende il nome la gara. Nelle prime due edizioni la corsa si svolse da nord a sud e, nelle ultime tre, da sud a nord, tra le città di Tuxtla Gutiérrez e Ciudad Juárez, facendo tappa a Oaxaca, Puebla, Città del Messico, León, Durango, Parral e Chihuahua. La durata delle gare variò da quattro a sei giorni, secondo l'anno di svolgimento. Il tempo di completamento della corsa, dalle 24 ore e 34 minuti del primo vincitore, si ridusse alle 17 ore e 40 minuti dell'ultimo. Ciò fu reso possibile, oltre ai meriti di macchine e piloti, alla continua opera di asfaltatura di nuovi tratti, sino a raggiungere la totale pavimentazione in bitume del percorso, completata poco prima della penultima edizione.
Dopo sole cinque edizioni e nonostante l'enorme visibilità internazionale procurata dalla "Carrera Panamericana" allo Stato messicano, il Governo Federale decise di cancellare la manifestazione, con la motivazione ufficiale di porre fine ai numerosi incidenti, spesso mortali, che avevano puntualmente funestato tutte le edizioni, causando 27 morti tra piloti e spettatori. La decisione venne comunicata nell'estate del 1955, sull'onda della generale commozione per le oltre ottanta vittime dello spaventoso incidente occorso il 12 giugno durante la 24 Ore di Le Mans di quell'anno.
Alle case che avevano in preparazione la "VI Carrera", non restò che sospendere i programmi: la Lancia D25, appositamente realizzata per la gara messicana del 1955, passò direttamente dall'officina al museo, dove tuttora è conservata.
Tale inatteso veto provocò una forte coda polemica sulla stampa europea dell'epoca che accusò, neppure troppo velatamente, le Autorità messicane di aver ceduto alle pressioni delle grandi case automobilistiche statunitensi che, da quella gara, subivano un forte danno d'immagine per la scarsità dei risultati ottenuti.
A partire dal 1988, sul medesimo percorso, viene organizzata una manifestazione rievocativa denominata "La Carrera Panamericana", consistente in una gara di regolarità aperta a vetture d'epoca di varie classi e partecipata principalmente dal jet-set statunitense ed internazionale. Tra i concorrenti celebri, Clay Regazzoni, Mark Knopfler, Nick Mason e David Gilmour.

### I Carrera Panamericana del 1950
Nella prima edizione il montepremi in palio era rappresentato dall'allettante cifra di 34.681 dollari, dei quali la metà destinati al vincitore, ed era stato posto il limite d'iscrizione alle sole vetture che avessero già superato i 500 esemplari prodotti. La norma ebbe l'effetto pratico di escludere in massa le case europee che non potevano avere in produzione un modello sportivo di quella tiratura.

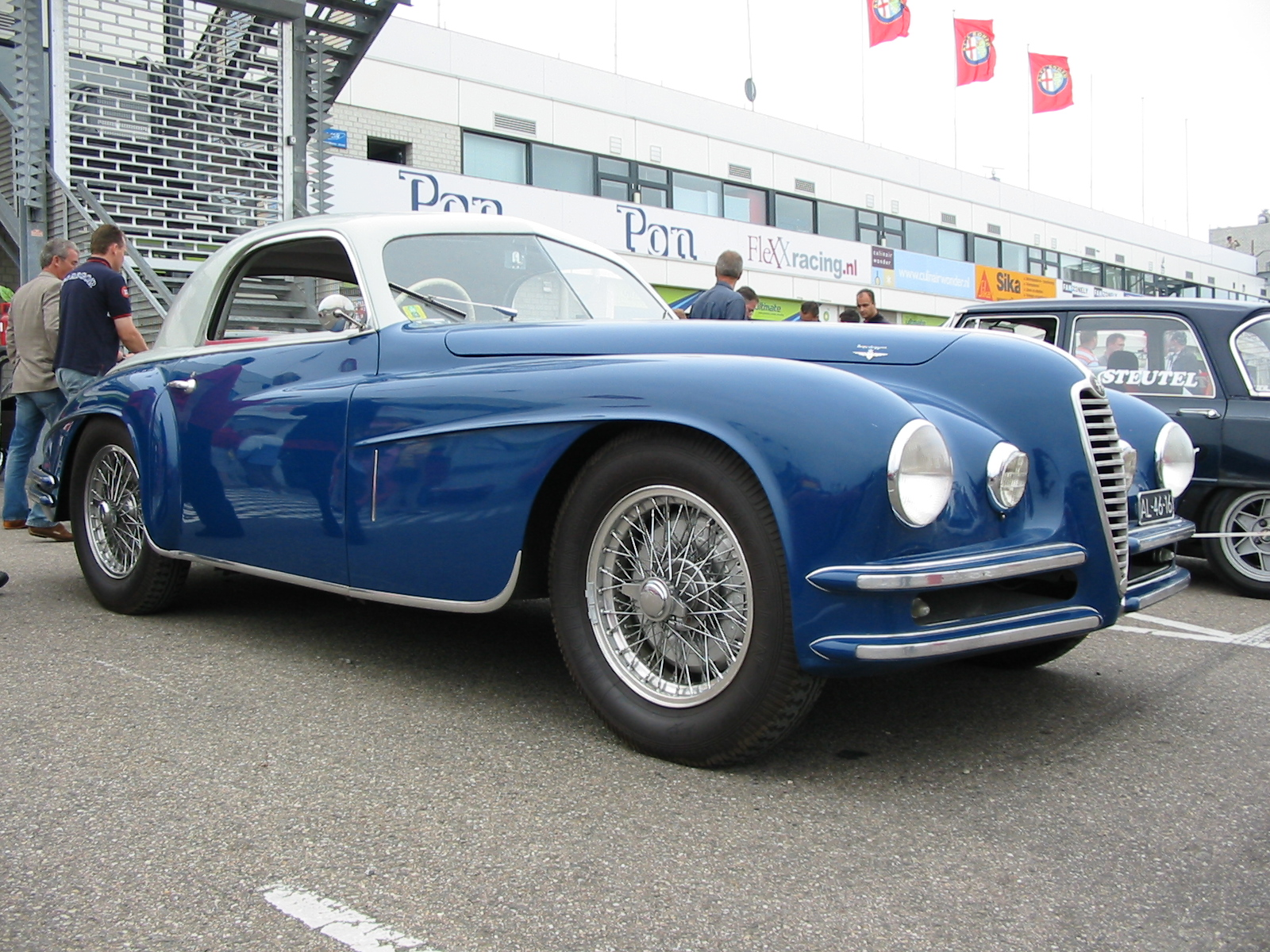
Un'Alfa Romeo 6C 2500

A sorpresa si presentò l'Alfa Romeo, rinfrescando due obsolete "6C 2500 Sport Freccia d'Oro" strettamente di serie; un modello che, grazie alla produzione anteguerra, aveva il numero di esemplari necessario.
Poche ore prima della partenza l'improvviso giungere della squadra italiana, iscrittasi per l'Automobile Club d'Italia, sollevò la protesta dei partecipanti statunitensi che minacciarono di ritirarsi se l'Alfa Romeo non fosse stata squalificata per aver presentato un modello del 1937, ma aggiornato nel 1950 e, quindi, non legittimato da 500 esemplari prodotti per quella versione.
La richiesta fu respinta, anche per il fatto che le Alfa avevano la metà della cilindrata e della potenza delle più moderne auto americane. La gara fu vinta da una Oldsmobile seguita da due Cadillac, ma gli ottimi risultati dell'Alfa Romeo, 4ª con Taruffi/Ceroli, 8ª con Bonetto/Bonini, oltre ai francesi Trévoux/Mariotti, dodicesimi su Delahaye 175 S, dimostrarono che i timori degli americani erano fondati.
La gara vide una partecipazione, anche di piloti privati, superiore alle previsioni, ma fu particolarmente selettiva e impossibile da portare a termine senza squadre d'appoggio per la manutenzione delle auto fra le tappe. Dei 123 equipaggi partiti, arrivarono alla fine solo 47.

### II Carrera Panamericana del 1951

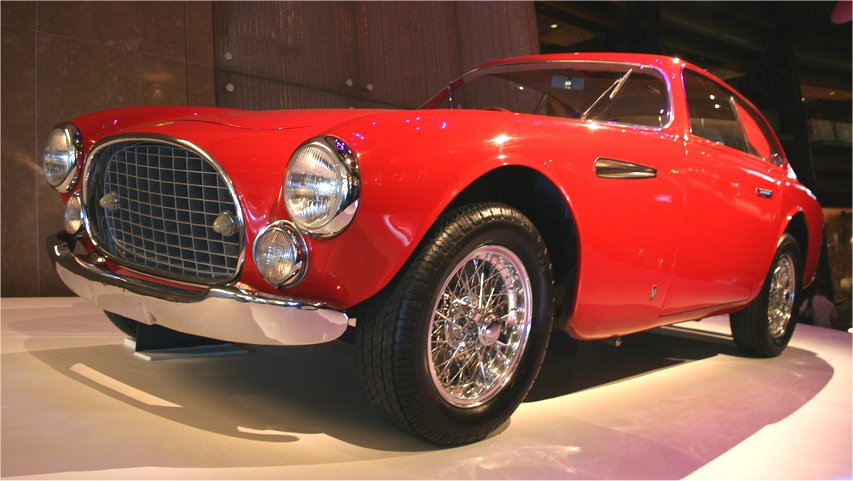
Una Ferrari 212 Inter Vignale del 1951

La decisione di togliere il limite dei 500 esemplari prodotti colse di sorpresa i costruttori europei, che non avevano incluso la "Carrera" fra le manifestazioni alle quali partecipare; era impensabile organizzare una trasferta transoceanica senza preparazione. Tutti, ma non la Ferrari, piccola e neonata casa automobilistica, con forti ambizioni.
Dopo essersi assicurato la presenza del "reduce" Taruffi, Enzo Ferrari preparò un paio di "212 Inter" e le inviò in Messico, accompagnate da 4 piloti: Taruffi, Ascari, Chinetti e Villoresi.
La trasferta fu aiutata dal "Centro Sportivo Italiano", un'associazione cattolica che guardava alle competizioni sportive come mezzo della comunicazione di massa.
Partirono 91 equipaggi, rappresentanti case automobilistiche americane, come Oldsmobile, Mercury, Chrysler, Cadillac, Hudson, Packard, Lincoln e Studebaker. Giunsero al traguardo 37 vetture.
Prima fu la Ferrari 212 Inter Vignale Coupé di Taruffi/Chinetti, seguita da quella di Ascari/Villoresi e dalla Chrysler Saratoga di Sterling/Sandidge.
Il francese Louis Chiron su Delahaye 175S e Felice Bonetto su Lancia Aurelia B20, si ritirarono per guasti; diedero colore i coniugi Carlos e Teresita Panini che, entusiasmati dalle gesta di Taruffi nella precedente "Carrera", durante il viaggio di nozze a Roma avevano deciso di acquistare un'Alfa Romeo 6C-2500 (targata "Roma 153150") per schierarsi alla partenza. In un incidente provocato dal diciassettenne Bobby Unser Carlos morì e la moglie rimase ferita. Unser fu squalificato per non essersi fermato a prestare soccorso.

### III Carrera Panamericana del 1952

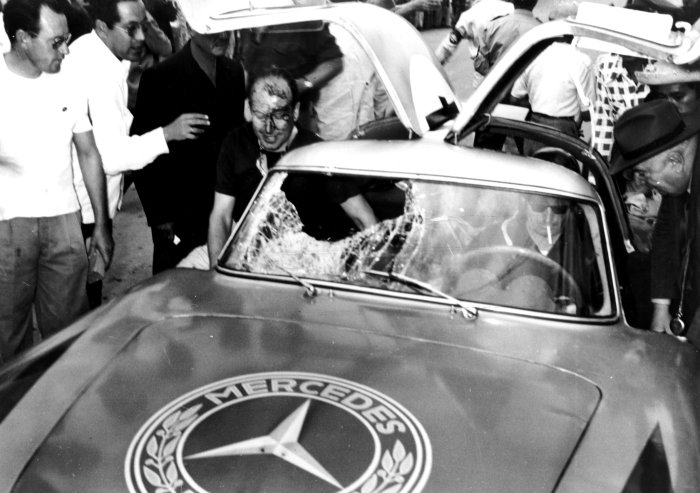
La Mercedes di Klenk/Lang all'arrivo di tappa dopo l'incidente con l'avvoltoio

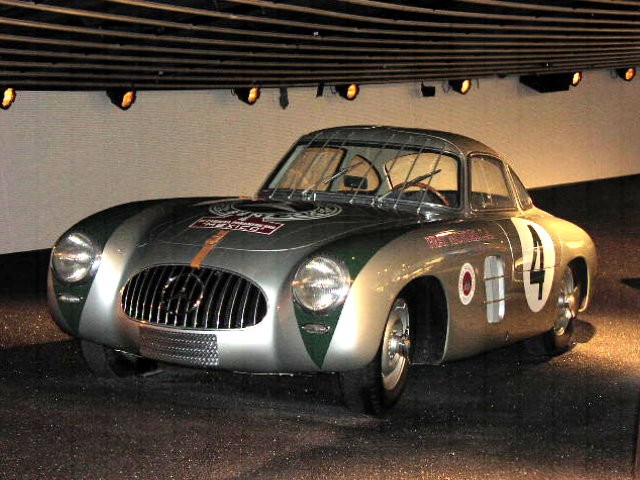
La Mercedes-Benz 300 SL vincitrice

Per evitare le precedenti polemiche, oltre alla classifica assoluta, nella terza edizione furono create due categorie: la "Sport" e la "Turismo".
La presenza delle case europee fu più corposa. Oltre alle marche americane, si iscrissero Ferrari, Lancia, Mercedes-Benz, Porsche, Gordini e Jaguar. La Mercedes scese in gara con la migliore sintesi tra macchine, piloti e organizzazione, e infatti, pur schierando piloti e mezzi di alto livello, la tipologia organizzativa semi-ufficiale delle altre case nulla poté contro le 300 SL di Kling/Klenk e Lang/Grupp che si classificarono 1º e 2º.
Terza la Ferrari 340 Mexico Vignale Berlinetta di Chinetti/Lucas, unica sopravvissuta dello "squadrone" di Maranello, falcidiato da incidenti, guasti e intoppi vari che misero fuori gioco le "340" di Ascari/Scotuzzi, Villoresi/Cassani e Taruffi, oltre alla "250 S" di Bracco/Bronzoni. Una debacle causata dall'insufficienza organizzativa italiana.
Significativo, invece, il quarto posto conquistato dall'anziana Lancia Aurelia B20 con compressore, condotta da Maglioli/Bornigia.
Dei 95 equipaggi iscritti solo 39 arrivarono.
Bizzarro l'incidente occorso ai vincitori Kling/Klenk. Mentre erano in testa e alla velocità di oltre 200 km/h, un grosso avvoltoio sfondò il parabrezza ed entrò in cabina colpendo il co-pilota. L'equipaggio continuò stoicamente le gare per i 70 km restanti all'arrivo di tappa, dove l'assistenza Mercedes medicò Klenk, sostituì il parabrezza e saldò otto barre metalliche verticali esterne al parabrezza, ad evitare futuri incidenti simili.

### IV Carrera Panamericana del 1953
Dalla 4ª edizione la "Carrera" fu inserita nel neonato Campionato mondiale per vetture Sport e questo animò maggiormente lo scontro tra due grandi dell'automobilismo sportivo: Ferrari e Lancia. Era soprattutto il confronto tra due filosofie sportive: il 1953 fu l'anno in cui le grandi classiche "Targa Florio" e "Mille Miglia" erano state vinte dalle Lancia, che si presentò alla "Carrera" con uno spiegamento di forze notevole: 30 fra meccanici e assistenti, oltre ad una officina mobile su "Esatau" appositamente attrezzato.

Juan Manuel Fangio e la sua Lancia D24

L'asfaltatura del tragitto era stata finalmente completata e la Ferrari schierò le potenti 375 MM, dieci quintali di massa spinti da un poderoso motore di 4,5 L, a 12 cilindri, da 340 CV. Diversa la strategia Lancia, che iscrisse le "D24", con un esacilindrico a V di 60° di 3,1 L da 230 CV, ma con un peso inferiore ai 750 kg.
Nei giorni precedenti la gara, sull'autostrada di Cuernavaca la Ferrari di Umberto Maglioli fece segnare l'impressionante velocità di 270 km/h. Il risultato convinse Gianni Lancia a escludere i copiloti meccanici sulle sue vetture, per diminuire il peso e non perdere troppo in velocità. I meccanici furono fatti salire sulle tre vetture di testa nell'ultima tappa, quando il vantaggio era ormai incolmabile, per intervenire al volo in caso di guasti e prevenire contestazioni.
Sin dalla prima tappa a tutti i concorrenti fu chiaro che la lotta per le prime posizioni era una questione che riguardava le agili Lancia e le potenti Ferrari.
Vinse Juan Manuel Fangio, sulla Lancia D24, che aveva condotto una gara regolare, pur senza aver vinto alcuna tappa. Secondo Taruffi, vincitore di tre tappe, e terzo Eugenio Castellotti su una "D23". Quarto fu Guido Mancini su Ferrari 375 MM, con oltre un'ora di distacco. 6º il compagno di squadra Umberto Maglioli, autore di una prestazione superba, con tre vittorie di tappa, purtroppo costellata da mille inconvenienti, tra i quali lo sganciamento di una delle ruote posteriori, mentre viaggiava in rettilineo ad oltre 300 km/h.
Il trionfo delle Lancia fu completo e indiscutibile, ma la soddisfazione di tecnici e piloti per la vittoria conseguita fu annullata dalla morte del compagno di squadra Felice Bonetto, schiantatosi con la sua "D24" nei pressi di Silao quando era in testa alla gara, sul tratto che congiunge Città del Messico a Leòn. Nel medesimo incidente fu coinvolta anche la vettura di Taruffi, che giunse a Leòn con pesante ritardo per una sospensione anteriore danneggiata. Bonetto spirò senza ricevere assistenza medica: l'ambulanza fu bloccata ad un incrocio da un militare che, nonostante le proteste, fece rispettare la consegna ricevuta di impedire l'attraversamento del percorso durante la gara.
Il percorso di 3.077 km fu coperto alla velocità media di 169,221 km/h. 60 arrivati su 172 partiti.

### V Carrera Panamericana del 1954

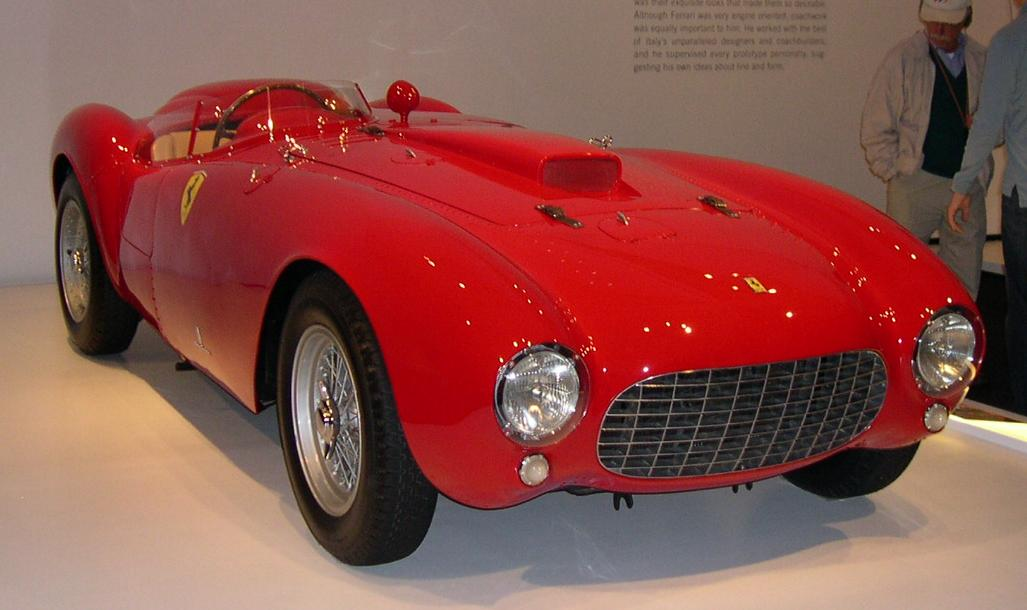
La Ferrari 375 Plus Pininfarina
1ª assoluta

Alla quinta ed ultima edizione della "Carrera" non partecipò la squadra Lancia, sostituita però dalle agili 550 Spyder della Porsche.
Le Ferrari erano molte e, almeno ufficialmente, tutte private. In effetti l'assistenza alle varie "375" e "250" fu fornita dalla compagnia petrolifera "1-2-3", danaroso sponsor di Maranello.
Due i piloti che si contesero la vittoria: l'asso statunitense Phil Hill sulla "375 MM" carrozzata da Vignale, e Umberto Maglioli su "375 Plus", realizzata da Pininfarina e dotata di un enorme serbatoio supplementare per far fronte ai forti consumi della Ferrari nelle tappe lunghe.

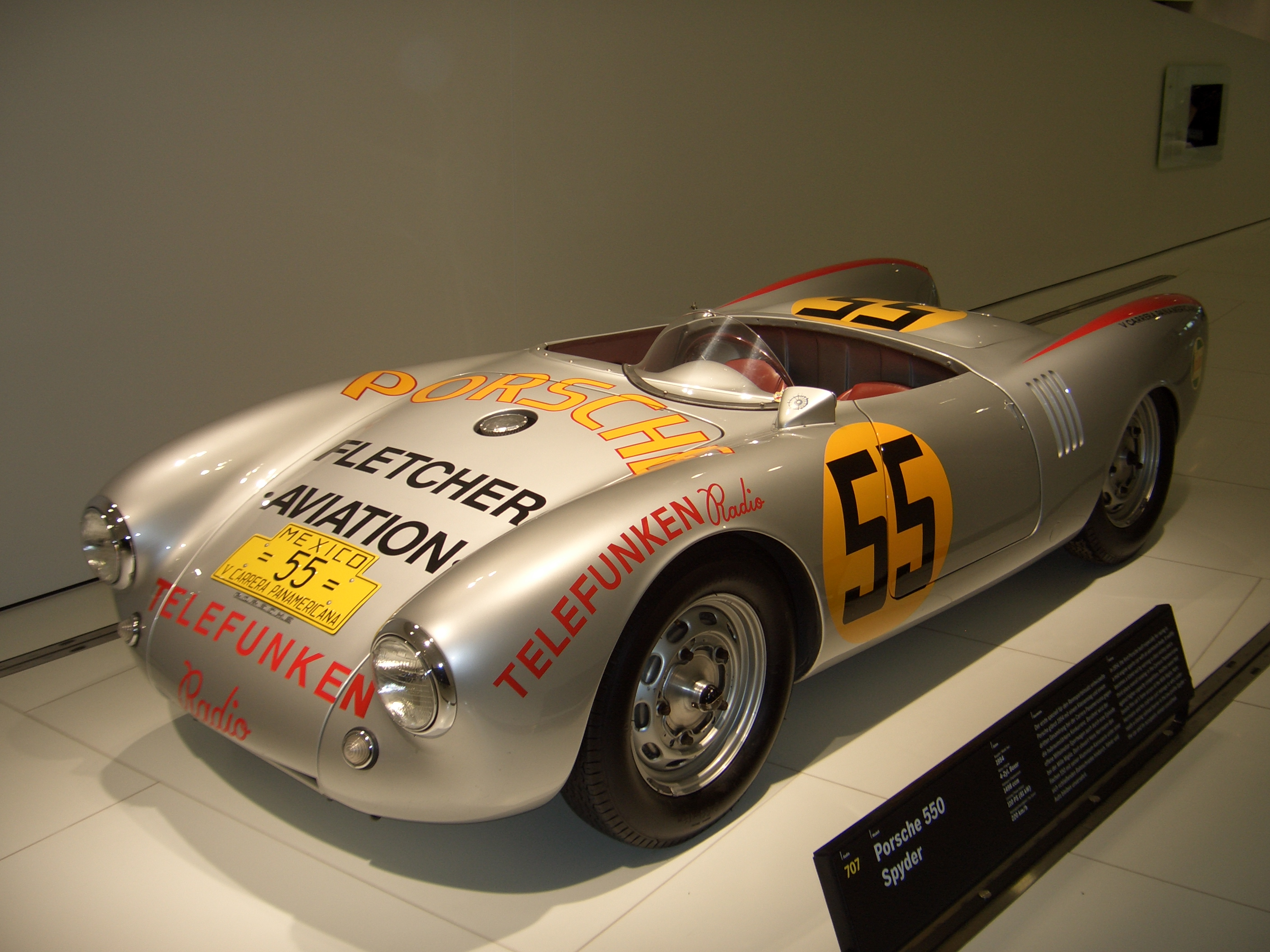
La Porsche 550 Spyder
3ª assoluta

Opaca la prova dell'Alfa Romeo che schierò cinque equipaggi su 1900 TI, poco adatte alla gara per potenza e peso, che riuscirono a cogliere un 15º posto con la coppia Sanesi/Cagna, oltre al 1º, 2º e 3º posto di categoria.
Eccellenti invece le Porsche, che conquistarono il 3º posto assoluto con Hans Herrmann, occupando anche l'intero podio di categoria. In ricordo di questo risultato alcuni allestimenti particolarmente sportivi delle Porsche furono poi chiamati "Carrera".
Maglioli tagliò primo il traguardo, dopo aver vinto cinque delle otto tappe, alla velocità media di 173,692 km/h sui 3.069,808 km del percorso. Secondo Phil Hill che aveva dato battaglia al compagno di marca aggiudicandosi le restanti tre tappe.
Infine, pur caratterizzata da una miriade di incidenti e guasti, all'ultima edizione della "Carrera" riuscirono a raggiungere il traguardo 85 vetture, oltre la metà delle 150 partite; un risultato unico nella storia della corsa messicana.

## Albo d'oro
| Anno | Pos. | Pilota              | Copilota       | Marca         | Modello                       | Tempo       | Media        | Campionati                          |
| 1950 | 1º   | Hershel McGriff     | Ray Elliott    | Oldsmobile    | 88-V8-5.0                     | 27h 34' 25" | 126,173 km/h |                                     |
| 1950 | 2º   | Thomas Deal         | Sam Cresap     | Cadillac      | 62-V8-5.4                     | 27h 35' 41" |              |                                     |
| 1950 | 3º   | Al Rogers           | Ralph Rogers   | Cadillac      | 62-V8-5.4                     | 27h 55' 39" |              |                                     |
| 1951 | 1º   | Piero Taruffi       | Luigi Chinetti | Ferrari       | 212 Inter Vignale             | 21h 57' 52" | 141,729 km/h |                                     |
| 1951 | 2º   | Alberto Ascari      | Gigi Villoresi | Ferrari       | 212 Inter Vignale             | 22h 05' 56" |              |                                     |
| 1951 | 3º   | Edwards Sterling    | "Sandidge"     | Chrysler      | Saratoga V8-5.4               | 22h 13' 46" |              |                                     |
| 1952 | 1º   | Karl Kling          | Hans Klenk     | Mercedes-Benz | 300 SL                        | 18h 51' 19" | 165,095 km/h |                                     |
| 1952 | 2º   | Hermann Lang        | Erwin Grupp    | Mercedes-Benz | 300 SL                        | 19h 26' 30" |              |                                     |
| 1952 | 3º   | Luigi Chinetti      | Jean Lucas     | Ferrari       | 340 Mexico Vignale Berlinetta | 19h 32' 45" |              |                                     |
| 1953 | 1º   | Juan Manuel Fangio  | Gino Bronzoni  | Lancia        | D24                           | 18h 11' 00" | 169,221 km/h | Campionato del mondo sportprototipi |
| 1953 | 2º   | Piero Taruffi       | Luigi Maggio   | Lancia        | D24                           | 18h 18' 51" |              | Campionato del mondo sportprototipi |
| 1953 | 3º   | Eugenio Castellotti | Carlo Luoni    | Lancia        | D23                           | 18h 24' 52" |              | Campionato del mondo sportprototipi |
| 1954 | 1º   | Umberto Maglioli    | -              | Ferrari       | 375 Plus Pininfarina          | 17h 40' 26" | 173,692 km/h | Campionato del mondo sportprototipi |
| 1954 | 2º   | Phil Hill           | Richie Ginther | Ferrari       | 375 MM Vignale                | 18h 04' 50" |              | Campionato del mondo sportprototipi |
| 1954 | 3º   | Hans Herrmann       | -              | Porsche       | 550 Spyder                    | 19h 32' 33" |              | Campionato del mondo sportprototipi |

## La rievocazione
Dal 1988 sono organizzate annuali edizioni rievocative della Carrera Mexico, costituite da gare di regolarità sul medesimo percorso riservate a vetture d'epoca.

### I vincitori delle edizioni rievocative
| Anno | Piloti                               | Vettura    |
| ---- | ------------------------------------ | ---------- |
| 1988 | Eduardo Morales Gael Rodriguez       | Ford       |
| 1989 | Guillermo Rojas Alberto Rojas Jr.    | Mercury    |
| 1990 | Alain de Cadenet Gordon Currie       | Jaguar     |
| 1991 | John Ward Shirley Ward               | Kurtis     |
| 1992 | Peter Frank Mark Williams            | Mercury    |
| 1993 | Carlos Anaya Eduardo Rodriguez       | Studebaker |
| 1994 | Carlos Anaya Eduardo Rodriguez       | Studebaker |
| 1995 | Kevin Ward Kimberly Elsnier          | Studebaker |
| 1996 | Carlos Anaya Eduardo Rodriguez       | Studebaker |
| 1997 | Phillipe Lemoine Pierre de Thoisy    | Studebaker |
| 1998 | Phillipe Lemoine Pierre de Thoisy    | Studebaker |
| 1999 | Pierre de Thoisy Jean-Pierre Gontier | Studebaker |
| 2000 | Pierre de Thoisy Jacques Tropenat    | Studebaker |
| 2001 | Pierre de Thoisy Carlos Macaya       | Studebaker |
| 2002 | Doug Mockett Alan Baillie            | Oldsmobile |
| 2003 | Pierre de Thoisy Pierre Schockaert   | Studebaker |
| 2004 | Juan Carlos Sarmiento Raúl Villareal | Studebaker |
| 2005 | Juan Carlos Sarmiento Raúl Villareal | Studebaker |
| 2006 | Gabriel Pérez Angelica Fuentes       | Ford       |
| 2007 | Pierre de Thoisy Frédéric Stoesser   | Studebaker |
| 2008 | Bill Beilharz Jorge Ceballos         | Studebaker |
| 2009 | Stig Blomqvist Anna Goni Boracco     | Studebaker |
| 2010 | Harri Rovanperä Jouni Närhi          | Studebaker |
| 2011 | Ricardo Triviño Marco Hernández      | Studebaker |
| 2012 | Gabriel Pérez Ignacio Rodríguez      | Studebaker |